# Макс Абегглен
Макс Абегглен (нім. Max Abegglen, 11 квітня 1902, Невшатель — 25 серпня 1970, Церматт) — швейцарський футболіст, що грав на позиції нападника.
Виступав, зокрема, за клуб «Грассгоппер», а також національну збірну Швейцарії. П'ятириразовий чемпіон Швейцарії і восьмиразовий володар Кубка Швейцарії. Срібний олімпійський призер 1924 року.

## Клубна кар'єра
Макс грав у «Кантональ Невшатель» з 1918 по 1919 рік, також виступав за «Лозанну» з 1920 по 1923 рік.
Усю подальшу клубну кар'єру з 1923 по 1941 рік грав у «Грассгоппері» з міста Цюриха. У складі «Грассгопера» був п'ятиразовим чемпіоном Швейцарії і восьмиразовим володарем кубка. Забивав голи у фіналах перших трьох розіграшів Кубка Швейцарії. Двічі його команда при цьому перемагала (1926 і 1927) і одного разу поступилась (1928). Загалом грав у фіналах кубка дев'ять разів і забив сім голів. Ще два вирішальні поєдинки пропустив (1928 і 1933), хоча виступав у півфіналі, а також двічі не грав у переграваннях фіналів, що були призначені через нічию (1938 і 1941). Примітно, що в 1938 і 1941 роках суперником «Грассгоппера» у фіналі був «Серветт», граючим тренером якого був брат Макса — Андре Абегглен. Відповідно, брати грали один проти одного. 

## Виступи за збірну
19 листопада 1922 року дебютував в офіційних матчах у складі національної збірної Швейцарії. У першому ж матчі відзначився «хет-триком» у ворота збірної Нідерландів.
Гра Абегглена допомогла збірній Швейцарії у 1924 році дійти до фіналу Олімпійських ігор 1924 року в Парижі та стати срібними призерами. Макс забив обидва голи у півфіналі проти збірної Швеції, а загалом на турнірі відзначився 6 разів. Лише одного голу йому не вистачило, щоб стати найкращим бомбардиром турніру нарівні з Педро Петроне.
Всього за національну збірну він зіграв 68 матчів і забив 34 голи. Протягом 70 років був найкращим бомбардиром збірної, поки цей результат не перевершив Александер Фрай. Останній матч за збірну зіграв 2 травня 1937 року. Швейцарія програла Німеччині з рахунком 0:1.
Помер 25 серпня 1970 року на 69-му році життя у місті Церматт.

## Статистика виступів

### Статистика виступів в чемпіонаті
Виступи у вищому дивізіоні чемпіонату Швейцарії, починаючи з сезону 1933/34.
| Сезон   | Клуб        | Ліга                | Матчі | Голи | Місце |
| ------- | ----------- | ------------------- | ----- | ---- | ----- |
| 1933/34 | Грассгоппер | Чемпіонат Швейцарії | 25    | 14   | 2     |
| 1934/35 | Грассгоппер | Чемпіонат Швейцарії | 20    | 9    | 4     |
| 1935/36 | Грассгоппер | Чемпіонат Швейцарії | 22    | 12   | 3     |
| 1936/37 | Грассгоппер | Чемпіонат Швейцарії | 23    | 16   | 1     |
| 1937/38 | Грассгоппер | Чемпіонат Швейцарії | 13    | 5    | 2     |
| 1938/39 | Грассгоппер | Чемпіонат Швейцарії | 8     | 2    | 1     |
| 1939/40 | Грассгоппер | Чемпіонат Швейцарії | 6     | 2    | 3     |
| 1940/41 | Грассгоппер | Чемпіонат Швейцарії | 1     | 1    | 4     |
| РАЗОМ   |             |                     | 118   | 61   |       |

### Статистика виступів у Кубку Мітропи
| №                      | Розіграш               | Стадія                 | Дата та місце проведення | Команда 1              | Рахунок | Команда 2        | Голи та інше    |
| ---------------------- | ---------------------- | ---------------------- | ------------------------ | ---------------------- | ------- | ---------------- | --------------- |
| 1                      | 1936                   | квал.                  | 07.06.1936, Відень       | Аустрія (Відень)       | 3:1     | Грассгоппер      | Капітан команди |
| 2                      | 1936                   | квал.                  | 14.06.1936, Цюрих        | Грассгоппер            | 1:1     | Аустрія (Відень) | Капітан команди |
| 3                      | 1937                   | 1/8                    | 13.06.1937, Цюрих        | Грассгоппер            | 4:3     | Простейов        | Капітан команди |
| 4                      | 1937                   | 1/8                    | 20.06.1937, Простейов    | Простейов              | 2:2     | Грассгоппер      | Капітан команди |
| 5                      | 1937                   | 1/4                    | 4.07.1937, Рим           | Лаціо                  | 6:1     | Грассгоппер      | Капітан команди |
| 6                      | 1937                   | 1/4                    | 11.04.1937, Цюрих        | Грассгоппер            | 3:2     | Лаціо            | Капітан команди |
| Всього в Кубку Мітропи | Всього в Кубку Мітропи | Всього в Кубку Мітропи | Всього в Кубку Мітропи   | Всього в Кубку Мітропи | 6       |                  | 0               |

## Титули і досягнення
- Чемпіон Швейцарії (5):

«Грассгоппер»: 1926-1927, 1927-1928, 1930-1931, 1936-1937, 1938-1939
- Срібний призер чемпіонату Швейцарії (5):

«Грассгоппер»: 1925-1926, 1928-1929, 1929-1930, 1933-1934, 1937-1938
- Бронзовий призер чемпіонату Швейцарії (2):

«Грассгоппер»: 1935-1936, 1939-1940
- Володар Кубка Швейцарії (8):

«Грассгоппер»: 1925-1926, 1926-1927, 1931-1932, 1933-1934, 1936-1937, 1937-1938, 1939-1940, 1940-1941
- Фіналіст Кубка Швейцарії (3):

«Грассгоппер»: 1927-1928, 1930-1931, 1932-1933
- Срібний олімпійський призер (1):

Швейцарія: 1924